# Католицизм в Японии

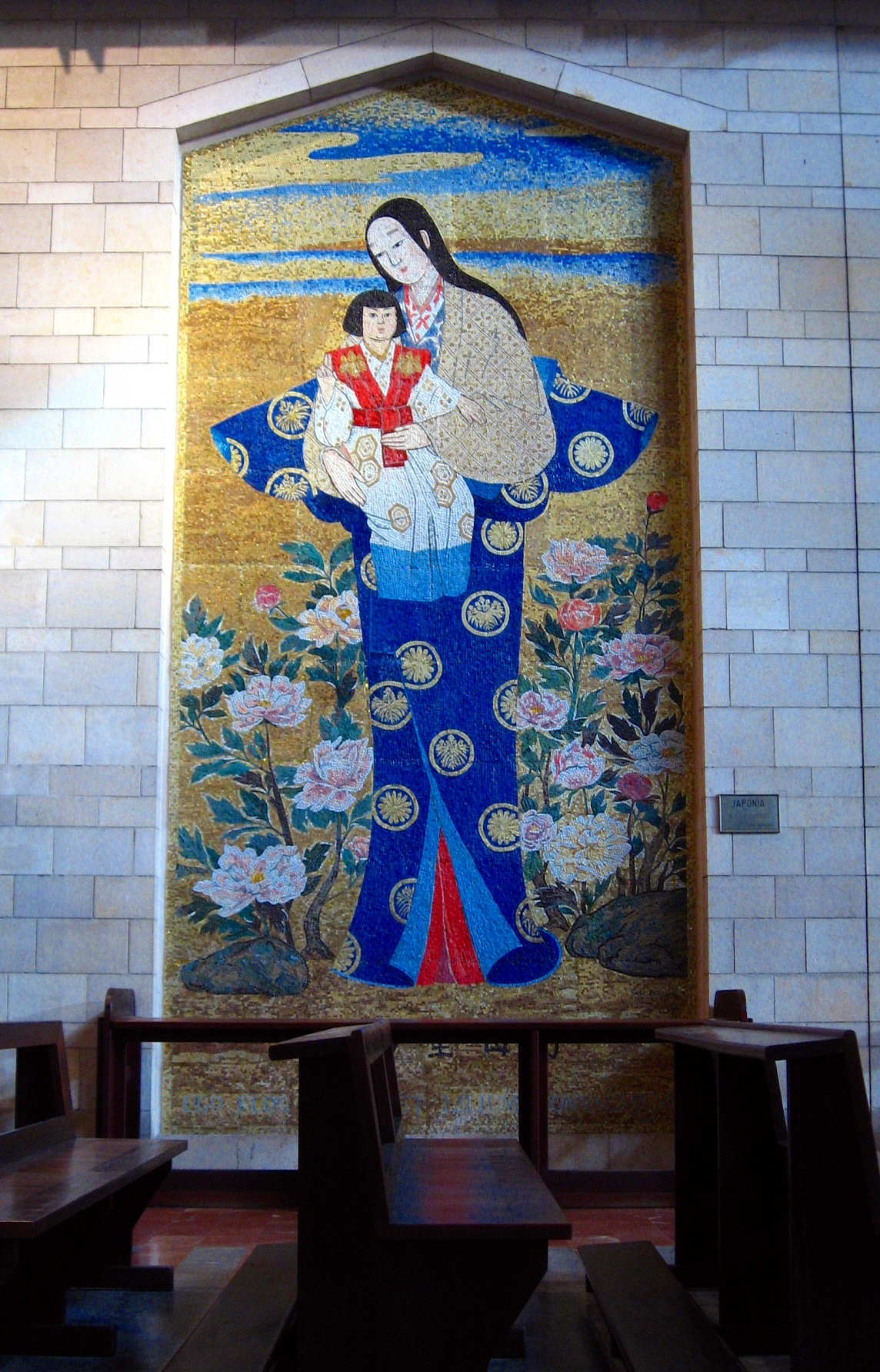
Японская мозаика, изображающая Мадонну и Дитя. Находится в базилике Благовещения, Назарет (подарок от японских католиков храму).

Католическая церковь в Японии — часть всемирной Католической церкви под духовным руководством Папы Римского из Ватикана. Принадлежит римскому (латинскому) обряду Католической церкви. В Японии, по данным статистики, проживает около 509 тысяч католиков, что составляет чуть менее 0,5 % от всего населения страны.

## История
Католицизм, равно как и всё христианство в целом, был принесён в Японию благодаря португальским исследователям и миссионерам, а также благодаря ордену иезуитов, в первую очередь испанцу Франциску Ксавьерию и итальянцу Алессандро Валиньяно. Первым японцем, ставшим католиком, считается Андзиро. Португальские католики также основали город Нагасаки, который должен был стать важным центром христианства на Дальнем Востоке, хотя эти планы впоследствии реализовать не удалось. К 1581 году в Японии было уже более 150000 местных католиков и 200 церквей. Ода Нобунага, правитель Японии, поощрял распространение христианской веры по стране и дружелюбно относился к европейцам, приплывавшим в страну для торговли. Однако его преемник, Хидэёси Тоётоми, хотя поначалу и продолжал политику своего предшественника в этом вопросе, в 1587 году издал указ о запрете миссионерской деятельности. Это решение было вызвано конфликтами с португальскими пиратами, уводивших местное население в рабство, а также проблемами с христианскими феодалами на юге страны, которые богатели на торговле с португальцами и стремились к приобретению независимости. Гонения на христиан продолжались вплоть до второй половины XIX века, когда Япония вышла из мировой изоляции.
В 1862 году в Иокогаме П. С. Жирард построил первую (за несколько столетий) католическую церковь в Японии. Поначалу японские власти с подозрением отнеслись к новой религии. В 1867 году более 20 католиков были арестованы, а в 1868 году вышел указ о запрете исповедания христианства: «Так как презренная религия христиан строго воспрещена, то каждый лично должен перед своими властями заявить своё отречение от принадлежности к оной и указать на тех, кто её придерживается, во избежание подозрительного к себе отношения». Но вскоре отношение японских властей к католицизму улучшилось. В 1881 году вышел первый номер католической газеты. В 1961 году в Японии было 810 католических церквей и молитвенных домов, 168 монастырей и приютов.
Существует современный перевод Библии на японский язык под авторством итальянского миссионера Федерико Барбаро. Значительное число католиков в Японии составляют этнические японцы, эмигрировавшие из Бразилии.

## Структура
В стране действуют 16 епархий, 3 из которых являются архиепархиями, а также 1589 священнослужителей и 848 приходов. Централизованным органом управления Католической церковью в стране является Конференция католических епископов Японии.
До 2011 года нунцием в стране был итальянский архиепископ Альберто Боттари де Кастелло. На данный момент апостольским нунцием в Японии является индийский архиепископ Иосиф Хеннот. Он является послом Святого престола в Японии и одновременно также является делегатом к местной церкви.

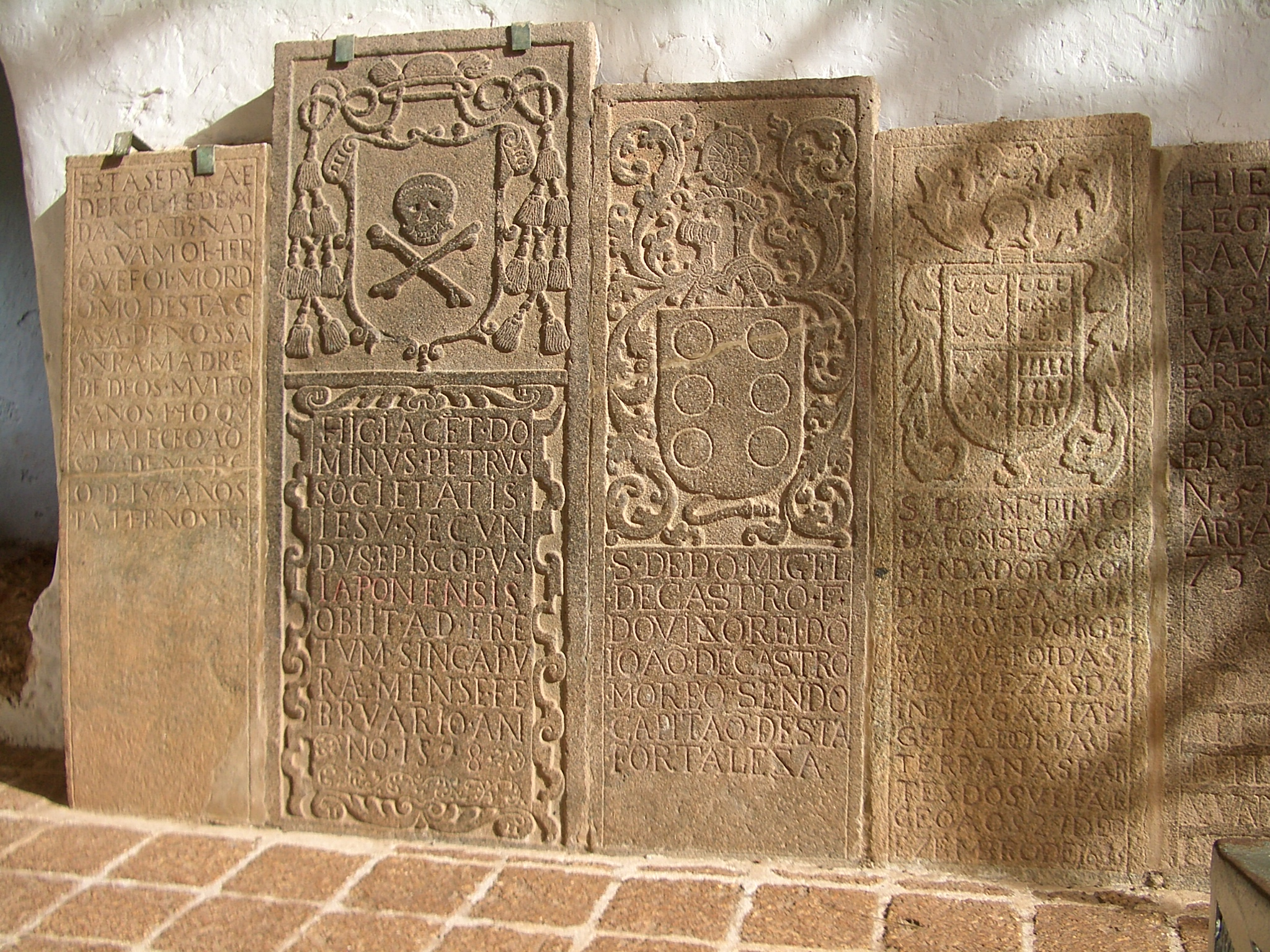
Малакка, церковь Святого Павла. Могильная плита (вторая слева) Петро Мартинеса, второго епископа Японии, прибывшего в Нагасаки в 1596 году. Покинул страну в 1597 после казни 26 мучеников. Умер в пути на Гоа в феврале 1598 года.

Епархии
- Архиепархия Нагасаки
  - Епархия Фукуоки
  - Епархия Кагосимы
  - Епархия Нахи
  - Епархия Оиты
- Архиепархия Осаки
  - Епархия Хиросимы
  - Епархия Киото
  - Епархия Нагои
  - Епархия Такамацу
- Архиепархия Токио
  - Епархия Ниигаты
  - Епархия Сайтамы
  - Епархия Саппоро
  - Епархия Сендая
  - Епархия Иокогамы